# Фруктоїд чорний
Фруктоїд чорний (Melanocharis nigra) — вид горобцеподібних птахів родини фруктоїдових (Melanocharitidae).

## Поширення
Поширений на більшій частині Нової Гвінеї, за винятком центральних гірських районів, південно-західної прибережної смуги та південного узбережжя затоки Чендравасіх. Він також трапляється на деяких прилеглих островах Вайгео, Місоол, Салават, Япен та Ару. Живе у дощових лісах та плантаціях тикового дерева (Tectona).

## Опис
Дрібний птах завдовжки 11,5 см та вагою 11 г. Тіло з міцною тулубом, подовженою головою, тонким дзьобом середнього розміру, міцними ногами досить довгим хвостом.
В оперенні є очевидний статевий диморфізм. У самців шия, спина, крила і хвіст глянцевого чорного кольору з металевим блакитним відтінком. Горло, груди, черево і стегна сіро-оливкового кольору. У самиць голова та плечі темно-сірі. Горло, груди, черево і боки світло-сірі. Спина, крила і хвіст мають коричнево-оливковий колір. В обох статей дзьоб і ноги чорнуваті.

## Спосіб життя
Мешкає у гірських дощових лісах з густим підліском. Трапляється поодинці або парами. Активний вдень. Живиться фруктами, ягодами та комахами. Репродуктивний період недостатньо визначений — пари спостерігалися з квітня по січень. Моногамні птахи. Самиця будує гніздо з рослинних волокон та лишайників на кінчику гілки дерева. Насиджує самиця. Про пташенят піклуються обидва батьки.